# Jan Plantaz
Johannes Marinus „Jan” Plantaz (ur. 9 grudnia 1930 w Geldrop, zm. 11 lutego 1974 w Oirschot) – holenderski kolarz szosowy i torowy, brązowy medalista mistrzostw świata.

## Kariera
Największy sukces w karierze Jan Plantaz osiągnął w 1951 roku, kiedy zdobył brązowy medal w wyścigu ze startu wspólnego amatorów podczas szosowych mistrzostw świata w Varese. W zawodach tych wyprzedzili go jedynie dwaj Włosi: Gianni Ghidini oraz Rino Benedetti. Był to jednak jedyny medal wywalczony przez Plantaza na międzynarodowej imprezie tej rangi. Ponadto był trzeci w Acht van Chaam, Amateurs w tym samym roku i drugi w Flèche du Sud w 1953 roku. Startował także w kolarstwie torowym, zdobywając między innymi cztery medale mistrzostw kraju w indywidualnym wyścigu na dochodzenie: srebrny w 1954 roku oraz brązowe w latach 1956, 1957 i 1961. W 1952 roku wystąpił na igrzyskach olimpijskich w Helsinkach, gdzie zajął 22. miejsce w wyścigu ze startu wspólnego oraz ósme drużynowo. Na tych samych igrzyskach zajął piąte miejsce drużynowym wyścigu na dochodzenie. Jako zawodowiec startował w latach 1954–1962.